# Adolphe de Monet
Pour les autres membres de cette famille, voir de Bazelaire et pour les homonymes, voir Monet.

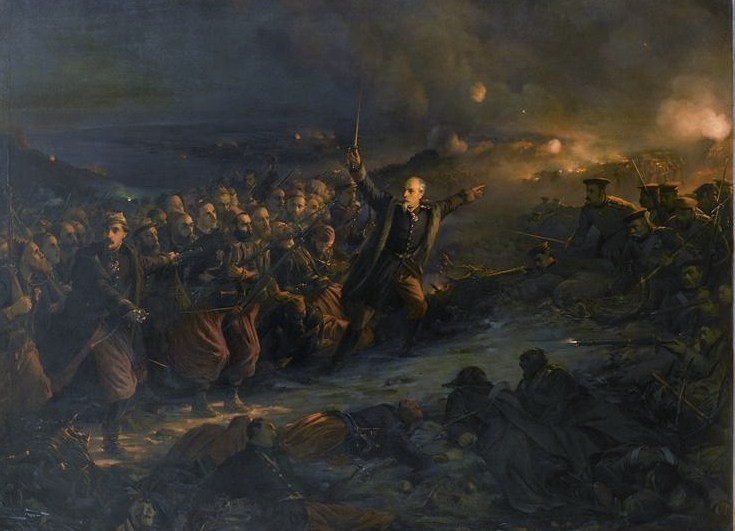
Attaque de la redoute de Selinghinsk par la brigade Monet (tableau de Edme-Adolphe Fontaine)

Le comte Adolphe de Monet,  né le 6 juillet 1804 à Dunkerque et mort le 24 novembre 1874 à Toulouse, est un général français, grand-croix de la Légion d'honneur.

## Biographie

### Famille
Adolphe de Monet est le fils d'un colonel du 1er chasseurs à cheval en 1792, inspecteur des revues en chef sous l’Empire. Son grand-père est général major des armées du roi Auguste III de Pologne, Électeur de Saxe, et le parrain de son père (en 1757) est Charles de Rohan, prince de Soubise. Il épouse en 1855 Judith Philippine de Bazelaire de Saulcy (1820 -1897).

### Formation
Il entre comme élève à Saint-Cyr en 1822.

### Carrière militaire
Il devient sous-lieutenant au 4e léger en 1824, puis au 2e régiment d'infanterie de la garde royale, enfin lieutenant en 1830. 
Après avoir participé aux journées de juillet 1830, il passe au 29e régiment d’infanterie. Il intervient contre l’insurrection royaliste dans l’Ouest de la France en 1832 et reçoit une lettre de félicitations pour avoir accompli la soumission de deux bandes avec sa compagnie. Il est promu capitaine en 1833, adjudant major en 1836 et major au 20e léger en 1841.
En 1842, il demande à partir en Algérie par permutation. Chef de bataillon au 33e régiment d’infanterie en 1842, il est cité dès la fin de la même année pour sa participation au combat du 7 décembre à Guerzal contre les Kabyles. Il participe à la prise de la smala d'Abd el-Kader (1843) puis à la campagne de Laghouat (1844), ce qui lui vaut d'être cité en 1846 dans le rapport du colonel Camou pour son énergie lors du combat du 7 mars, puis d'être fait chevalier de la Légion d'honneur en 1843, et officier de la Légion d’Honneur en 1845. Lieutenant colonel au 43e régiment d’infanterie en 1847, il prend part à la prise du Bey de Constantine (1848). Il est promu colonel du 5e régiment d’infanterie le 11 décembre 1848.
Il revient en France en décembre 1850, où il est fait général de brigade en 1853 et occupe les fonctions de commandant la subdivision de Bourg-en-Bresse. 
Il participe à la guerre de Crimée (avril 1854-mai 1855) à l'occasion de laquelle il commande la première brigade de la 3e division, avant de s'illustrer à la bataille d'Inkerman et pendant le siège de Sébastopol où, lors de l’attaque réalisée dans la nuit du 23 au 24 février 1855 par le 2e régiment de zouaves contre la position russe de Selinghinsk et qui se solde par un échec, il mène l'assaut et est blessé de 4 coups de feu aux deux mains et d’un au bras droit. Il continue néanmoins de diriger l’attaque et doit être amputé de deux doigts à l’issue des combats. À la suite de cette action, il est nommé général de division par lettre de l’Empereur.
Il rentre en France où il prend le commandement de Saint-Cyr (1855 -1860) et est nommé membre du comité consultatif d’état-major. Il commande ensuite la 22e division d’infanterie (à Grenoble) de 1861 à 1869.
Il est élevé à la dignité de grand-croix de la Légion d'honneur le 13 mars 1869 et mis en réserve.
Il est rappelé au commandement de la 22e DI à Grenoble (commandement territorial) lors de la déclaration de guerre de 1870, malgré une attaque nerveuse ayant entraîné une paralysie partielle. Arrêté lors d’une émeute populaire, il est conduit en prison à la chute du Second Empire. 
Définitivement replacé dans le cadre de réserve à cette date, il meurt à Toulouse en 1874.

## Décorations
- Légion d'honneur : Chevalier le 19 avril 1843, officier le 20 août 1845, commandeur le 21 octobre 1854, grand officier le 14 mars 1860 et grand-croix le 13 mars 1869.

- Ordres étrangers : Médaille de Crimée, Chevalier de 2e classe de l'ordre du Medjidié, Mérite militaire de Sardaigne, Commandeur du Lion Néerlandais (1860), Grand Commandeur de l’Ordre d’Isabelle la Catholique (Espagne) et de l’Ordre de Saint Maurice et Lazare (Italie, 1867).